# Lật đổ vương quốc Hawaii
Vụ lật đổ Vương quốc Hawaii đề cập đến cuộc đảo chính diễn ra vào ngày 17 tháng 1 năm 1893 tại quần đảo Hawaii, trong đó những người nổi dậy chống chế độ quân chủ bên trong Vương quốc Hawaii, thành phần chủ yếu của các công dân Hoa Kỳ, đã chỉ đạo vụ lật đổ vương bản địa của nó, nữ vương Lili'uokalani. Hawaii ban đầu được cơ cấu lại một nước cộng hòa độc lập, mặc dù đã rất cố gắng nỗ lực để bảo vệ nhưng mục đích cuối cùng của những người cách mạng là sự sáp nhập của những hòn đảo của Hoa Kỳ, mà cuối cùng đã được hoàn thành vào năm 1898.

## Bối cảnh lật đổ
Nhà Kamehameha là chế độ quân chủ trị vì của Vương quốc Hawaii, bắt đầu với thành lập bởi Kamehameha I vào năm 1795, cho đến khi Kamehameha V băng hà trong năm 1872 và Lunalilo vào năm 1874. Ngày 06 tháng 7 năm 1846, Ngoại trưởng Mỹ của John C. Calhoun, thay mặt Tổng thống John Tyler, công nhận chính thức độc lập Hawaii dưới triều đại của Kamehameha III.